# Затварниця
Затварниця (пол. Zatwarnica) — село в Польщі, у гміні Літовищі Бещадського повіту Підкарпатського воєводства, давнє лемківське село в Закерзонні. Розташоване над потоком Дверник біля його впадіння в Сян. Село є осередком солтиства Затварниця. Населення — 217 осіб (2011).

## Історія
Власником села був маршалок великий коронний, староста краківський, перемиський, спіський і кольненський Петро Кміта Собенський до своєї смерті в 1553 році. До 1772 року село перебувало в Сяноцькій землі Руського воєводства.
У 1772—1918 роках село було у складі Австро-Угорської монархії, у провінції Королівство Галичини та Володимирії. У 1919—1939 роках входило до Ліського повіту Львівського воєводства (у 1934—1939 роках було адміністративним центром ґміни Затварниця). У 1939 році німецько-радянський кордон відділив від села правобережну частину, звану Суха Річка, яка у 1940—1951 роках належала до Нижньо-Устрицького району Дрогобицької області. У 1944—1946 роках українці Затварниці захищалися від польського терору за підтримки відділів УПА і село стало їхньою базою, зокрема у Сухих Річках базувалася сотня Біра та підофіцерська школа сотні Рена. 10 вересня 1945 року повстанці спалили фільварок і тартак. У 1946 році тут ішли запеклі бої українських повстанців проти Війська польського. Село було повністю зруйноване, а населення депортоване у 1946 році до СРСР. Уцілілі жителі, а також ті, яким вдалося повернутися в рідне село, були депортовані під час операції «Вісла».
У 1975—1998 роках село належало до Кросненського воєводства.

## Демографія
- 1895 — у 93 житлових будинках мешкало 614 осіб (568 грекокатоликів, 16 римокатоликів, 46 юдеїв);
- 1921 — у 126 житлових будинках мешкало 796 осіб (681 грекокатолик, 6 римокатоликів, 82 юдеї);
- 1939 — мешкало 1180 осіб, з них 1100 українців-грекокатоликів, 10 українців-римокатоликів, 30 поляків, 40 євреїв[2];
- 1991 — 204 особи;
- 2004 — 238 осіб.

Демографічна структура станом на 31 березня 2011 року:
|          | Загалом | Допрацездатний вік | Працездатний вік | Постпрацездатний вік |
| -------- | ------- | ------------------ | ---------------- | -------------------- |
| Чоловіки | 112     | 16                 | 82               | 14                   |
| Жінки    | 105     | 14                 | 61               | 30                   |
| Разом    | 217     | 30                 | 143              | 44                   |

## Церква
У 1588 році вперше згадується церква в селі. 1744 року збудована нова греко-католицька парафіяльна церква Перенесення мощів святого о. Миколая. На початку XIX століття парафія була ліквідована, а поновлена у 1930-х роках, належала до Лютовиського деканату Перемишльської єпархії УГКЦ. Церква спалена разом із селом у 1946 році відразу після виселення українців.

## Костел

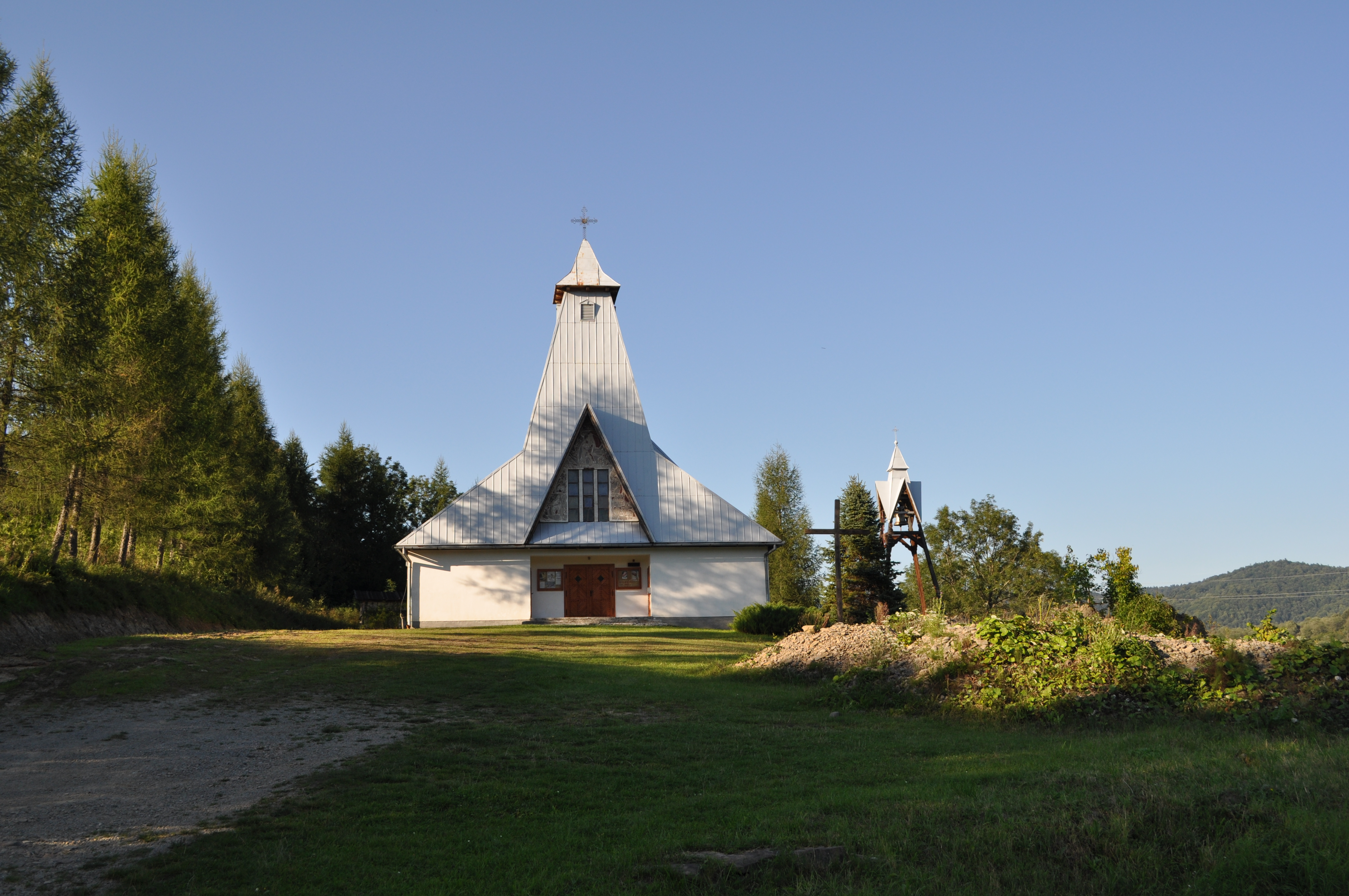
Костел Доброго Пастиря (1985—1988 рр.)

Будівництво костелу Доброго Пастиря в Затварниці розпочалося у 1985 році, за проєктом краківського архітектора Адама Полуса. Належить до парафії Дверник, Літовиського деканату, Перемиської римо-католицької єпархії.
Роботи були організовані ксьондзом Я. Каплітою у співпраці з інженером С. Русином та будівельним комітетом. Будівництво відбувалось на кошти дієцезіального фонду та парафіян. Посвячений 2 жовтня 1988 року перемиським ординарієм єпископом Ігнатієм Токарчуком. Площа споруди 191,34 м². Впродовж часу будівництва функціонувала тимчасова римо-католицька каплиця.